# Campeonato Gaúcho de Voleibol Feminino de 2016
O Campeonato Gaúcho de Voleibol Feminino de 2016, será uma competição disputada entre 17 de setembro e 3 de dezembro de 2016, correspondendo à principal divisão do voleibol feminino no estado do Rio Grande do Sul.
O torneio é organizado anualmente pela Federação Gaúcha de Voleibol (FGV) e disputado por um número variável de equipes, não havendo dessa forma promoção ou rebaixamento. Neste ano apenas três equipes demonstraram interesse na participação do certame regional, sendo esta a maior competição em importância do calendário, visto que nenhuma das equipes disputa a Superliga Nacional.

## Fórmula de Disputa
A primeira fase do campeonato será disputada por três equipes.  Nesta fase as equipes se enfrentarão "todas contra todas" em três etapas classificatórias (17 de setembro em Erechim, 9 de outubro em Passo Fundo e 15 de outubro na casa do equipe melhor colocada nas duas primeiras etapas). As duas equipes melhores classificadas nesta fase avançam para a final do campeonato.
A final do campeonato será disputada em um Playoff melhor de três partidas, sendo a segunda e a terceira partida (se necessária) na casa da equipe melhor colocada na primeira fase.

## Equipes participantes
| Equipe                             | Cidade      | Ginásio                       | Última Participação | Temporada 2015 | Títulos (Último) |
| ---------------------------------- | ----------- | ----------------------------- | ------------------- | -------------- | ---------------- |
| AEV                                | Erechim     | Ginásio do SESI               | estreante           | -              | 0 (não possui)   |
| AVF/Construtora Jobim/Eny Esportes | Santa Maria | Ginásio Municipal de Esportes | 2015                | 4º             | 0 (não possui)   |
| UPF/BSBIOS                         | Passo Fundo | Colégio Notre Dame            | 2015                | Campeão        | 1 (2015)         |
| AEV AVF UPF/BSBIOS                 |             |                               |                     |                |                  |

## Fase classificatória
- Vitória por 3 sets a 0 ou 3 a 1: 3 pontos para o vencedor;
- Vitória por 3 sets a 2: 2 pontos para o vencedor e 1 ponto para o perdedor.
- Não comparecimento, a equipe perde 2 pontos.
- Em caso de igualdade por pontos, os seguintes critérios servem como desempate: número de vitórias, razão de sets e razão de ralis.

As duas melhores equipes avançam para a final do campeonato

### I Etapa Classificatória
| Sábado, 17 de setembro 14:00 | UPF/BSBIOS | 3 — 0             | AEV      | Ginásio do SESI, Erechim |
| Sábado, 17 de setembro 14:00 | 25 26      | Set 1 Set 2 Set 3 | 15 08 24 | Ginásio do SESI, Erechim |

| Sábado, 17 de setembro 16:00 | AVF/Constr. Jobim/Eny Esportes | 0 — 3             | UPF/BSBIOS | Ginásio do SESI, Erechim |
| Sábado, 17 de setembro 16:00 | 08 11 09                       | Set 1 Set 2 Set 3 | 25         | Ginásio do SESI, Erechim |

| Sábado, 17 de setembro 18:00 | AEV | 3 — 0             | AVF/Constr. Jobim/Eny Esportes | Ginásio do SESI, Erechim |
| Sábado, 17 de setembro 18:00 | 25  | Set 1 Set 2 Set 3 | 17 19 17                       | Ginásio do SESI, Erechim |

### II Etapa Classificatória
| Sábado, 8 de outubro 14:00 | AEV      | 0 — 3             | UPF/BSBIOS | Colégio Notre Dame, Passo Fundo |
| Sábado, 8 de outubro 14:00 | 10 11 15 | Set 1 Set 2 Set 3 | 25         | Colégio Notre Dame, Passo Fundo |

| Sábado, 8 de outubro 16:00 | AVF/Constr. Jobim/Eny Esportes | 0 — 3             | AEV   | Colégio Notre Dame, Passo Fundo |
| Sábado, 8 de outubro 16:00 | 24 23                          | Set 1 Set 2 Set 3 | 26 25 | Colégio Notre Dame, Passo Fundo |

| Sábado, 8 de outubro 18:00 | UPF/BSBIOS | 3 — 0             | AVF/Constr. Jobim/Eny Esportes | Colégio Notre Dame, Passo Fundo |
| Sábado, 8 de outubro 18:00 | 25         | Set 1 Set 2 Set 3 | 14 19 13                       | Colégio Notre Dame, Passo Fundo |

### III Etapa Classificatória
| Sábado, 15 de outubro 14:00 | AVF/Constr. Jobim/Eny Esportes | 0 — 3             | UPF/BSBIOS | Colégio Notre Dame, Passo Fundo |
| Sábado, 15 de outubro 14:00 | 07 19 14                       | Set 1 Set 2 Set 3 | 25         | Colégio Notre Dame, Passo Fundo |

| Sábado, 15 de outubro 16:00 | AEV      | 0 — 3             | AVF/Constr. Jobim/Eny Esportes | Colégio Notre Dame, Passo Fundo |
| Sábado, 15 de outubro 16:00 | 18 19 12 | Set 1 Set 2 Set 3 | 25                             | Colégio Notre Dame, Passo Fundo |

| Sábado, 15 de outubro 18:00 | UPF/BSBIOS | 3 — 0             | AEV      | Colégio Notre Dame, Passo Fundo |
| Sábado, 15 de outubro 18:00 | 25         | Set 1 Set 2 Set 3 | 11 10 08 | Colégio Notre Dame, Passo Fundo |

### Classificação Final
|  |

|     |                                |     | Jogos | Jogos | Jogos | Resultados | Resultados | Resultados | Resultados | Resultados | Resultados | Sets | Sets | Sets  | Pontos | Pontos | Pontos |
| Pos | Equipe                         | Pts | T     | V     | D     | 3–0        | 3–1        | 3–2        | 2–3        | 1–3        | 0–3        | V    | P    | R     | V      | P      | R      |
| --- | ------------------------------ | --- | ----- | ----- | ----- | ---------- | ---------- | ---------- | ---------- | ---------- | ---------- | ---- | ---- | ----- | ------ | ------ | ------ |
| 1   | UPF/BSBIOS                     | 18  | 6     | 6     | 0     | 6          | 0          | 0          | 0          | 0          | 0          | 18   | 0    | MAX   | 451    | 226    | 1.996  |
| 2   | AEV                            | 6   | 6     | 2     | 4     | 2          | 0          | 0          | 0          | 0          | 4          | 6    | 12   | 0.500 | 312    | 424    | 0.736  |
| 3   | AVF/Constr. Jobim/Eny Esportes | 3   | 6     | 1     | 5     | 1          | 0          | 0          | 0          | 0          | 5          | 3    | 15   | 0.200 | 312    | 425    | 0.734  |

|  |                                |
|  | Equipes classificadas à Final. |

## Finais
| Sábado, 19 de novembro 16:00 | AEV      | 0 — 3             | UPF/BSBIOS | Ginásio do SESI, Erechim |
| Sábado, 19 de novembro 16:00 | 08 23 09 | Set 1 Set 2 Set 3 | 25         | Ginásio do SESI, Erechim |

| Sábado, 26 de novembro 16:00 | UPF/BSBIOS | 3 — 0             | AEV      | Colégio Notre Dame, Passo Fundo |
| Sábado, 26 de novembro 16:00 | 25         | Set 1 Set 2 Set 3 | 13 12 13 | Colégio Notre Dame, Passo Fundo |

## Classificação final
| Posição        | Equipe                         |
| -------------- | ------------------------------ |
| Campeão        | UPF/BSBios                     |
| Vice-campeão   | AEV                            |
| Terceiro lugar | AVF/Constr. Jobim/Eny Esportes |

| Campeonato Gaúcho de Voleibol Feminino 2016 |
| ------------------------------------------- |
| UPF/BSBios (2º Título)                      |